# Isomerida lanifica
Isomerida lanifica là một loài bọ cánh cứng trong họ Cerambycidae.